# Égide-Marie de Saint-Joseph
Égide-Marie de Saint-Joseph né le 16 novembre 1729 à Tarente et décédé le 7 février 1812 à Naples est un franciscain déchaussé reconnu saint par l'Église catholique. Il est commémoré le 7 février selon le Martyrologe romain.

## Biographie
François Antoine Pontillo naît à Tarente le 16 novembre 1729. Encore enfant il part travailler chez un artisan de la ville pour « gagner son pain ». Mais très pieu, il s'arrange pour se rendre à la messe tous les jours avant son travail. Orphelin de père à l'âge de 18 ans il doit subvenir aux besoins de sa famille et change de métier pour prendre la profession de cordier (mieux rémunéré). En 1754, il  a 24 ans, sa mère se remarie. Dégagé de ses obligations familiales, il peut suivre son aspiration personnelle de vie religieuse et entre  chez les frères mineurs déchaussés de Galatone, puis de Naples, où il passe le restant de sa vie comme portier du couvent Saint-Pascal à partir de 1759, accueillant les visiteurs et les nécessiteux,,. 
La profondeur de sa vie de prière et les conseils qu'il prodigue lui accordent une réputation de sainteté dès son vivant, attirant à lui de nombreuses personnes, de toute catégorie sociale. Ses nombreuses visites auprès des pauvres, des malades et des mourants le font surnommer « le consolateur de Naples »,. Il acquiert la confiance du roi Ferdinand Ier.  
De son vivant plusieurs miracles sont rapportés par la population (multiplication de nourriture, prophéties, guérisons). Un des plus célèbres est la « résurrection » d'un petit veau dénommé Catarinella, par les frères franciscains qui en étaient propriétaires et qui le laissaient librement aller et venir dans la ville. Un soir le veau ne rentrant pas (contrairement à son habitude), les frères en parlent à Égide qui se rend directement chez un boucher de la ville, le fait descendre dans sa cave, et y retrouve l'animal découpé en pièces. Le moine remet les pièces en place fait une prière, et le veau reprend vie et puis sort en beuglant ameutant la population qui le suit jusqu'au couvent franciscain.
Égide meurt à Naples le 7 février en 1812. Son corps est vénéré à l'église San Pasquale a Chiaia, église du couvent où il passa sa vie de franciscain.

## Béatification et canonisation
L'héroïcité de ses vertus est reconnue par le pape Pie IX le 24 février 1868. Vingt ans plus tard le vénérable Égide est béatifié par Léon XIII, le 4 février 1888,. 
Le 15 décembre 1994, une guérison survenue en 1937 est reconnue miraculeuse et due à son intercession, ce qui ouvre la voie à sa canonisation, célébrée le 2 juin 1996 par Jean-Paul II qui l'inscrit ainsi au catalogue des saints. A cette occasion le pape déclare : « Son souvenir est encore vivant aujourd'hui et son exemple invite les chrétiens à vivre en plénitude l'Évangile des béatitudes ».
Il est déclaré co-patron de la ville de Tarente.